# Nesocore pygmaea
Nesocore pygmaea är en insektsart som beskrevs av Ronald Gordon Fennah 1950. Nesocore pygmaea ingår i släktet Nesocore och familjen Derbidae. Inga underarter finns listade i Catalogue of Life.